# Університетська (платформа)
Університетська —  залізнична платформа Жовтневої залізниці на дільниці Санкт-Петербург-Балтійський — Каліщі, що розташована у  на заході Петергофу поруч з Петергофським навчально-науковим комплексом. Платформа розташовується поруч з парком Сергіївка.
Ще наприкінці XIX — початку XX століття на місці сьогоденної платформи «Університетська» існував зупинний пункт «Лейхтенберзька», проте в 1920-ті платформи були демонтовані і до 1970 року поїзди проїздили між станцією Старий Петергоф і платформою Мартишкіно без зупинок.
Нова платформа була відкрита 1 вересня 1972 року